# Chatnihalli, Harapanahalli
Chatnihalli là một làng thuộc tehsil Harapanahalli, huyện Davanagere, bang Karnataka, Ấn Độ.